# Fulfillingness' First Finale
Fulfillingness 'First Finale és el dissetè àlbum d'estudi del músic estatunidenc Stevie Wonder, publicat el 22 de Juliol 1974 pel segell Tamla. Àmpliament considerat un dels àlbums del seu "període clàssic".
L'àlbum va arribar al número 1 del Billboard 200 dels Estats Units, i al número 5 dels UK Albums Charts del Regne Unit. Es van extreure dos senzills; "You Haven't Done Nothing" i "Boogie On Reggae Woman" que va assolir el número 1 i el número 3 respectivament dels Billboard Hot 100, i el número 30 i 12 dels UK Singles Charts.
L'àbum va guanyar tres premis Grammy a la 17è edició dels Grammy Awards; millor Album de l'any, millor actuació pop vocal masculina, i millor actuació vocal en R&B masculina per "Boogie On Reggae Woman" L'àlbum va ser votat al número 413 a la tercera edició dels 1000 millors àlbums de tots els temps de Colin Larkin (2000). També es va incloure als 1001 àlbums que heu de sentir abans de morir.
Després del seu anterior treball "Inervisions", a on la temàtica era la ràbia i la ira per motivacions socials, Wonder va tornar en aquest treball al registre de les realcions personals.

## Història
Stevie Wonder va enregistrar l'àlbum en un moment extremadament prolífic de la seva carrera. Després de complir 21 anys el 1971, va negociar un nou contracte amb la Motown que l'ubicava al segell Tamla i li donava un control creatiu complet. Amb l'ajuda considerable dels enginyers Robert Margouleff i Malcolm Cecil, enregistraria constantment, mantenint sempre temps d'estudi reservat allà on es trobava.
"Boogie On Reggae Woman" va ser una de les cançons que va incloure al disc que originalment va ser escrita per al seu àlbum Innervisions de 1973. Margouleff el va convèncer que encara tenia que retocar-la per millorar-la, i finalment no es va incloure. La cançó es va convertir en el segon senzill del disc després de "You Haven't Done Nothing". Aquesta última cançó és un atac àcid i furiós contra el president dels Estats Units, Richard Nixon, qui dues setmanes després del llançament del disc va renunciar al càrrec per l'escàndol del Watergate i va deixar la Casa Blanca en desgràcia. Poc després de la renúncia de Nixon, Wonder va emetre la següent declaració: "Tothom et promet tot, però a la fi no surt res. No votaré per ningú fins després que realment hagi fet alguna cosa que jo sàpiga. Vull veure'ls fes alguna cosa primer. L'únic problema és que sempre escoltes al president o a la gent dir que estan fent tot el que poden, i t'alimenten amb esperances durant anys i anys. Estic cansat d'escoltar totes les seves mentides ".
Stevie Wonder va ser un dels primers artistes a incloure els crèdits dels músics als seus àlbums, fet que Marvin Gaye ja va ser pioner el 1971 amb What’s Going On.
Wonder mantenia un estudi de gravació reservat tant si estava a l'àrea de Nova York o de Los Angeles, i només treballava quan li arribava la inspiració, que podia passar en qualsevol moment, tant de dia com de nit. Per a la gravació de l'àlbum Stevie Wonder va voler fer un treball molt personal i va tocar la majoria dels instruments necessaris. Només va invitar la resta de músics, la majoria d'ells com a vocalistes de suport o per aquells instruments que ell no tocava, tot i que eren de primera línia com Minnie Riperton, Paul Anka, Deniece Williams y els Jackson 5.

## Llista de cançons
Totes les cançons escrites per Stevie Wonder, excepe a on s'indica.
Cara A
- "Smile Please" – 3:28
- "Heaven Is 10 Zillion Light Years Away" – 5:02
- "Too Shy to Say" – 3:29
- "Boogie On Reggae Woman" – 4:56
- "Creepin'" – 4:22

Cara B
- "You Haven't Done Nothin'" – 3:23
- "It Ain't No Use" – 4:01
- "They Won't Go When I Go" (Wonder, Yvonne Wright) – 5:58
- "Bird of Beauty" – 3:48
- "Please Don't Go" – 4:07

## Músics

### Instruments[11]
- Stevie Wonder: veu, cors, piano, piano Fender Rhodes, clavinet Hohner, sintetitzadors, Moog basse, bateria,
- Robert Margouleff: sintetitzadors a You Haven't Done Nothin'
- Malcolm Cecil: sintetitzadors a You Haven't Done Nothin'
- Michael Sembello: guitarra elèctrica a Smile Please i guitarra acústica a Please Don't Go
- Sneaky Pete Kleinow: pedal steel de guitarra a Too Shy to Say
- Reggie McBride: baix a Smile Please, You Haven't Done Nothin'
- James Jamerson: baix acústic a Too Shy to Say
- Rocky Dzidzornu: congues a Boogie On Reggae Woman
- Bobbye Hall: congues i bongos a Smile Please, quica a Bird of Beauty
- Non crédité: percussions a Bird of Beauty

### Cors[11]
- Paul Anka: cors a Heaven Is 10 Zillion Light Years Away
- Shirley Brewer: cors a Heaven Is 10 Zillion Light Years Away, Bird of Beauty, Please Don't Go
- Jim Gilstrap: cors a Smile Please
- Lani Groves: cors a It Ain't No Use, Bird Of Beauty
- Jackson 5: cors a You Haven't Done Nothin'
- Larry « Nastyee » Latimer: cors a Heaven Is 10 Zillion Light Years Away)
- The Persuasions: cors a Please Don't Go
- Minnie Riperton: cors a Creepin', It Ain't No Use
- Deneice Williams: cors a Smile Please, It Ain't No Use, Bird of Beauty, Please Don't Go
- Syreeta Wright: cors a Heaven Is 10 Zillion Light Years Away
- Sérgio Mendes: text en portuguès a Bird of Beauty